# الشريفيه الجنوبية (حرض)

تعديل مصدري - تعديل

الشريفيه الجنوبية هي إحدى قرى عزلة حرض بمديرية حرض التابعة لمحافظة حجة، بلغ تعداد سكانها 1506 نسمة حسب تعداد اليمن لعام 2004.